# Clementine de Vere (il·lusionista)
(No confondre amb la soprano estatunidenca Clementine de Vere)

Clementine de Vere   (àrea metropolitana de Brussel·les, 20 de desembre de 1888 - 31 de març de 1973), també coneguda pel seu nom artístic Ionia, va ser la maga més influent de la primera meitat del segle XX. Maga i il·lusionista britànica, també era coneguda com a Clementine Weedon i Princess Clementine Eristavi Txitxerine. Era ciutadana britànica, tot i que va néixer a Bèlgica i va viure a França durant una llarga temporada. Va actuar amb el nom artístic "Ionia, l'Encantadora" o la "Deessa del Misteri".

## Primers anys
Nascuda a Brussel·les, Bèlgica, Clementine de Vere va ser la vuitena filla de l'il·lusionista britànic Herbert Shakespeare Gardiner Williams (1843-1931), un popular prestidigitador i mag que va adoptar el nom artístic de Charles de Vere, i de la seva dona Julia de Vere (de soltera Ferrett, 1852–1916), que va realitzar el primer número de màgia oriental amb el nom d'"Okita". Charles de Vere va obrir una botiga de màgia a Londres el 1873 i una botiga/fàbrica de màgia a Brussel·les el 1878. Una de les germanes de Clementine de Vere va ser l'actriu francesa Elise de Vère (1879-1917), que va protagonitzar la pel·lícula muda Miss de Vère (Giga anglesa). La família es va traslladar a París el 1892, on Charles de Vere va obrir una altra botiga de màgia que va dirigir fins al 1909 aproximadament, ajudat pels seus fills. Es diu que Clementine de Vere va ser influenciada pels artistes del Folies Bergère. El 5 de maig de 1904, amb només 15 anys i mig, es va casar amb l'artista de circ i domador estatunidenc Herman Weedon (en realitat: Herman Armond Wirtheim, 1876–1959) del circ de Bostock.
El juny de 1904, la parella recentment casada va viatjar a Nova York, ja que Weedon tenia un compromís a Coney Island. Clementine el va acompanyar els anys següents en els seus viatges professionals per Europa i els Estats Units d'Amèrica. Del seu matrimoni amb Weedon va tenir un fill, Frank H. Weedon (1907-1984), que més tard va ser conegut amb el nom de Frank Wirtheim Txitxerine. El 1909, Clementine de Vere va viatjar amb Herman Weedon a Dinamarca, Rússia i Viena. Entre 1900 i 1909, el seu germà Camille (1885-1909) va treballar al negoci de màgia familiar al número 13 del carrer Saulnier de París, fins a la seva mort a causa d'una diabetis mellitus. Charles de Vere va deixar el seu negoci i es va retirar a Rosny-sous-Bois, on va treballar en la preparació d'un gran espectacle per a la seva filla Clementine.

## Carrera escènica i "Ionia"

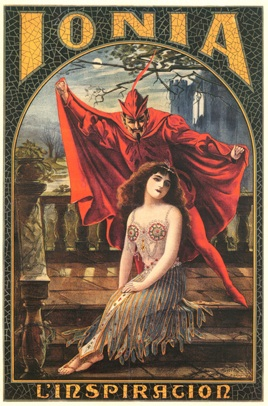
Cartell decoratiu per a l'acte de màgia "Ionia" cap al 1910

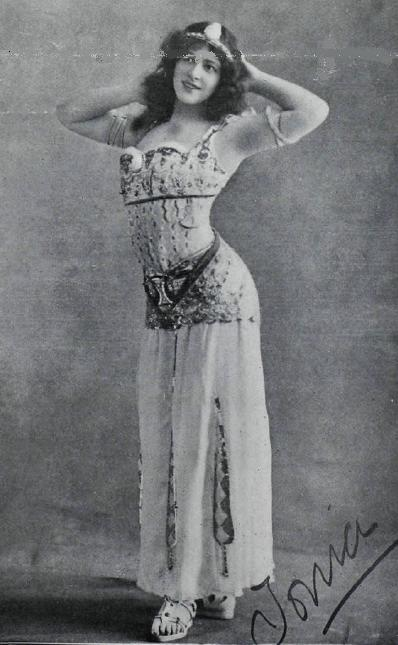
Clementine de Vere com a "Ionia" a la portada de The Sphinx, març de 1911

La carrera d'intèrpret de Clementine va ser relativament curta, amb només cinc anys en total. En particular, va actuar com a "Ionia" durant diversos anys a l'Europa continental abans d'una sèrie d'actuacions al Regne Unit. El seu número de màgia va ser creat pel seu pare, Charles de Vere, el 1909 i va debutar el setembre de 1910 a Marsella. Des de 1908 fins a mitjans de 1910, el número de Clementine va incloure animals entrenats.
El 30 de gener de 1911, va aparèixer a l'escenari com a "Ionia", més tard de vegades anunciada com a "l'Encantadora" o com a "Deessa del Misteri". L'actuació d'"Ionia" va ser espectacular, omplint l'escenari d'il·lusions en una actuació a l'Hipòdrom de Birmingham, a Anglaterra, en una actuació que va requerir sis tones d'equipament i elaborats vestits egipcis per a Clementine i els seus ajudants masculins i femenins. "Ionia" va tenir un gran èxit aquell any i l'espectacle es va poder veure en anys posteriors a Viena, Marsella, Lió, Praga i altres llocs. La seva última menció contemporània va ser aparentment al número de març de 1911 de la revista The Sphinx, la portada de la qual mostrava una fotografia de De Vere. El text d'aquest número tractava de la seva aparició a Manchester.
"Ionia" va ser contractada per presentar-se als Estats Units d'Amèrica, però no es va poder fer a causa del tancament sobtat del Folies Bergère de Broadway, Nova York. Aquest teatre es va inaugurar a la primavera de 1911 i va tancar l'octubre del mateix any a causa de dificultats financeres. Clementine de Vere tenia un contracte amb aquest teatre i després del seu tancament no va poder trobar una feina adequada. El 1912, Clementine va passar la major part de l'any actuant a Viena, al KaiserGarten i al teatre Ronacher.
El seu espectacle es va anunciar amb pòsters artístics, que molts col·leccionistes consideren alguns dels pòsters més artístics de l'Edat d'Or de la màgia. Dels 22 pòsters coneguts d'"Ionia" produïts per Moody Brothers de Birmingham, només onze han sobreviscut i ara es consideren objectes cars de col·lecció.
Algunes de les últimes aparicions registrades de Clementine de Vere com a "Ionia" van ser a Viena, al Teatre Ronacher. El 1914, Charles de Vere estava decebut que la seva filla no hagués continuat el seu elaborat número i va intentar vendre els trucs i les peces d'equipament per frenar les pèrdues econòmiques que havia patit.

## Matrimoni i divorci
Clementine de Vere va conèixer el príncep rus-georgià Vladimir Eristavi Txitxerine a Àustria el 1913 i es va casar amb ell el 21 de juny de 1919 a París, després que el seu primer matrimoni es dissolgués el 23 de juny de 1917. El príncep va portar Clementine a Rússia, i en una postdata d'una carta del 1928 el seu pare va assenyalar: "La meva filla, Ionia, era a Moscou quan va començar la Revolució. Van saquejar tot el seu material i va estar al soterrani d'un hotel durant 3 mesos".
Com que Clementine havia abandonat la màgia abans, en conèixer Txitxerine, i no feia màgia a Rússia, aquest material robat no podia referir-se a equipament escènic. Clementine era a Rússia en aquelles dates per comprar grans extensions de terrenys.
A la dècada del 1920, Clementine de Vere va viure temporalment amb el seu segon marit a Washington DC i més tard a París. El 26 d'octubre de 1928, aquest segon matrimoni també es va dissoldre, però Clementine de Vere va conservar el títol de princesa, que havia rebut pel matrimoni. Va viure a França la resta de la seva vida i va ser enterrada amb els seus pares al cementiri de Batignolles a París, després de la seva mort el 1973.